# PCBox
PCBox es una franquicia española de tiendas de informática de proximidad creada en 1994 e integrada en el grupo Ticnova. El modelo de negocio está orientado a la venta de productos de electrónica y a la reparación. Actualmente cuenta con en torno a 120 tiendas físicas en ciudades como La Coruña, Tarragona, Elche, Ciudad Real, Madrid, Getafe, Granada, entre otras.

## General
El grupo Ticnova tuvo en 2021 unos ingresos de 122.5 millones de euros, siendo el sexto mayorista de informática más grande a nivel nacional y experimentando un crecimiento de un 26% con respecto al año anterior.

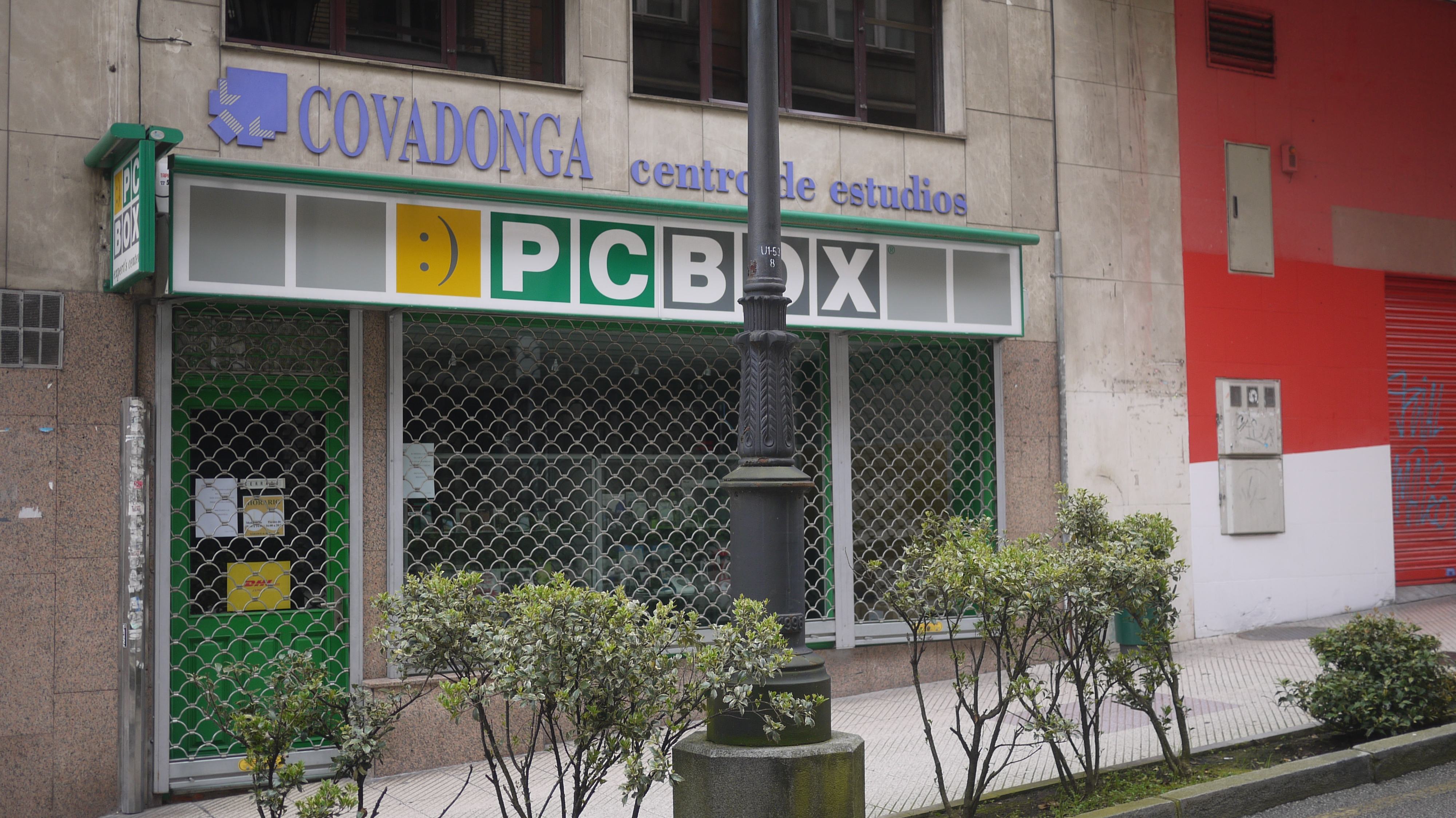
Escaparate tienda PCBox